# Badminton-Nationalliga A 2011/12
Die Badminton-Nationalliga A der Saison 2011/2012 als höchste Spielklasse im Badminton in der Schweiz zur Ermittlung des nationalen Mannschaftsmeisters bestand aus einer Vorrunde im Modus Jeder gegen jeden und anschliessenden Play-off-Spielen. Meister wurde der BV St. Gallen-Appenzell.

## Vorrunde
| Platz | Team                  | Punkte | Spiele  | +/- | Sätze     | +/- | Partien |
| ----- | --------------------- | ------ | ------- | --- | --------- | --- | ------- |
| 1     | BV St. Gallen         | 40     | 74:38   | 36  | 160 : 93  | 67  | 14      |
| 2     | BV Adliswil           | 34     | 60:52   | 8   | 137 : 124 | 13  | 14      |
| 3     | BC Yverdon-les-Bains  | 29     | 59:53   | 6   | 138 : 132 | 6   | 14      |
| 4     | Union Tafers-Fribourg | 27     | 57:55   | 2   | 131 : 131 | 0   | 14      |
| 5     | BC La Chaux-de-Fonds  | 27     | 55:57   | −2  | 135 : 133 | 2   | 14      |
| 6     | BV Team Solothurn     | 23     | 49 : 63 | −14 | 119 : 139 | −20 | 14      |
| 7     | Team Argovia          | 22     | 47 : 65 | −18 | 114 : 146 | −32 | 14      |
| 8     | BC Genève             | 22     | 47 : 65 | −18 | 112 : 148 | −36 | 14      |

## Halbfinale
- BV St. Gallen – Union Tafers-Fribourg: 3:5, 6:2
- BC Yverdon-les-Bains – BV Adliswil: 5:3, 6:2

## Finale
- BV St. Gallen – BC Yverdon-les-Bains: 7:1, 6:2